# Gornja Peščanica
Gornja Peščanica (en serbe cyrillique : Горња Пешчаница) est un village de Serbie situé dans la municipalité d'Aleksinac, district de Nišava. Au recensement de 2011, il comptait 242 habitants.

## Démographie
| 1948 | 1953 | 1961 | 1971 | 1981 | 1991 | 2002 | 2011 |
| ---- | ---- | ---- | ---- | ---- | ---- | ---- | ---- |
| 401  | 435  | 414  | 385  | 354  | 306  | 248  | 242  |

|  |